# Mrocza
Mrocza é um município da Polônia, na voivodia da Cujávia-Pomerânia e no condado de Nakło. Estende-se por uma área de 4,01 km², com 4 395 habitantes, segundo os censos de 2017, com uma densidade de 877,2 hab/km².